# Parafia Wniebowzięcia Najświętszej Maryi Panny w Wielkich Łunawach
Parafia Wniebowzięcia Najświętszej Maryi Panny w Wielkich Łunawach – parafia rzymskokatolicka, znajdująca się w diecezji toruńskiej, w dekanacie Chełmno.